# Gerald Holton
Gerald James Holton (Berlim, 23 de maio de 1922) é um professor emérito Mallinckrodt de física e de história da ciência na Universidade Harvard.

## Início de vida e educação
Nascido em 1922, em Berlim, filho de pais austríacos, Holton cresceu em Viena, estudando na Humanistisches Gymnasium antes de emigrar para a Inglaterra em 1938. Recebeu um certificado de engenharia elétrica na Escola de Tecnologia da cidade de Oxford em 1940, e depois um B.A. em 1941 e uma M.A. em 1942 na Universidade Wesleyan. Como aluno de Percy Williams Bridgman em física, obteve seu A.M. e Ph.D. na Universidade Harvard, respectivamente, em 1946 e 1948.

## Carreira
Seus principais interesses estão em história e filosofia da ciência, na física da matéria a alta pressão, na educação e no estudo de planos de carreira dos jovens cientistas. Juntamente com o coautor Gerhard Sonnert estudou e publicou trabalhos sobre a diferença de gênero em estudos de ciências e carreiras. Em 1952, publicou Introduction to Concepts and Theories in Physical Sciences, um trabalho seminal no desenvolvimento da educação em física, o que levou ao Projeto de Física de Harvard, o projeto patrocinado pela Fundação Nacional da Ciência para o desenvolvimento do currículo nacional, que codirigiu.
Holton é um fellow da American Physical Society, a American Philosophical Society e da Academia de Artes e Ciências dos Estados Unidos (1956), bem como várias sociedades de ensino americanas e europeias. Serviu como presidente da Sociedade de História da Ciência entre 1983 e 1984 e serviu em uma série de Comissões Nacionais norte-americanas, incluindo as relacionas com a UNESCO e Excellence on Education. Também foi membro do Conselho de Curadores da Science Service, agora conhecido como Society for Science and the Public, de 1972 a 1978, bem como do Museu de Ciência de Boston, o National Humanities Center e Universidade Wesleyan.
Suas publicações incluem os livros Thematic Origins of Scientific Thought, The Scientific Imagination, Einstein, History and Other Passions, Science and Anti-Science, e Victory and Vexation in Science. Junto com Gerhard Sonnert, é autor de What Happened to the Children Who Fled from Nazi Persecution, e "Who Succeeds in Science--The Gender Dimension".
É editor fundador da revista trimestral Daedalus, e fundador em 1972 do Boletim de Ciência, Tecnologia e Valores Humanos (do Science, Technology, & Human Values, de 1976). Também estava no comitê editorial dos Collected Papers de Albert Einstein. Recebeu a Medalha Sarton da Sociedade de História da Ciência, o Prêmio Andrew Gemant do Instituto Americano de Física, o Prêmio Abraham Pais da Sociedade Americana de Física, o Prêmio Robert A. Millikan e o Prêmio Oersted da Associação Americana dos Professores de Física, a Bolsa Guggenheim, e o Ehrenkreuz da República da Áustria (2008).
Em 1981, o National Endowment for the Humanities selecionou Holton para a décima Palestra Jefferson, maior honraria do governo federal dos Estados Unidos por contribuições na área de ciências humanas. Foi o primeiro cientista selecionado para esta honra, e sua palestra foi intitulada "Where is Science Taking Us?". Em sua palestra, argumentou que a visão de Thomas Jefferson sobre a ciência como uma força para o progresso social ainda era viável, opinou que havia uma "deslocalização do centro de gravidade" da investigação científica para resolver problemas importantes da sociedade, e advertiu que o ensino das ciências tem que ser melhorado dramaticamente ou apenas uma pequena "elite tecnológica" seria equipada para participar do auto governo.
Uma coleção considerável de seus papéis têm sido recolhidos, processados, e anotados pelos arquivistas na Harvard University Archives, doados por Holton desde 2007.

## Publicações
- Holton, Gerald (author); Krush, Joe (illustrator) (1948). The story of sound. Nova Iorque, NI: Harcourt, Brace. OCLC 1410146.
- Holton, Gerald (1952). Introduction to concepts and theories in physical science. Reading, Massachusetts: Addison-Wesley Pub. Co. ISBN 9780201029703.
- Holton, Gerald; Rutherford, F. James; Watson, Fletcher G. (1970). The project physics course. Nova Iorque, NI: Holt, Rinehart and Winston. OCLC 342229.
- Holton, Gerald (1978). The scientific imagination: case studies. Cambridge England New York: Cambridge University Press. ISBN 9780521292375.
- Holton, Gerald (1986). The advancement of science, and its burdens: the Jefferson lecture and other essays. Cambridge, Cambridgeshire, Nova Iorque: Cambridge University Press. ISBN 9780521272438.
- Holton, Gerald (1988). Thematic origins of scientific thought: Kepler to Einstein. Cambridge, Massachusetts: Harvard University Press. ISBN 9780674877481.
- Holton, Gerald (1993). Science and Anti-science. Cambridge, Massachusetts: Harvard University Press. ISBN 9780674792982.
- Gerhard Sonnert e Gerald Holton, Who Succeeds in Science? The Gender Dimension. Rutgers University Press, Nova Brunswick, Nova Jérsei. 1995,ISBN 0813522196.
- Holton, Gerald (1996). Einstein, history, and other passions: the rebellion against science at the end of the twentieth century. Reading, Massachusetts: Addison-Wesley Pub. Co. ISBN 9780201407167.
- Gerald Holton, Victory e Vexation in Science: Einstein, Bohr, Heisenberg, and Others,Harvard University Press, Cambridge, Massachusetts, 2005. ISBN 0674015193.
- Gerhard Sonnert e Gerald Holton, What Happened to the Children Who Fled Nazi Persecution, Pangrave Macmillan, Nova Iorque, NI, 2006. ISBN 9780230609075
- Gerhard Sonnert e Gerald Holton, Helping Young Refugees and Immigrants Succeed, Palgrave Macmillan, Nova Iorque, NI, 2010
- Holton, Gerald; Galison, Peter; Schweber, Silvan S. (2008). Einstein for the 21st century: his legacy in science, art, and modern culture. Princeton, Nova Jérsei: Princeton University Press. ISBN 9780691135205.
- David Cassidy, Gerald Holton, e James Rutherford, Comprendre la Physique, Presses polytechniques et universitaires romandes, Lausanne, Suíça, 2014. ISBN 978-2-88915-083-0.